# فضاء احتمالي
الفضاء الاحتمالي (بالإنجليزية: Probability space)‏ في الإحصاء ونظرية الاحتمالات فضاء رياضي يمثل نموذجا رياضيا لتجربة عشوائية ما. ويتركب الفضاء من عديد (بالإنجليزية: Tuple)‏ {\displaystyle (\Omega ,\Sigma ,P)} حيث تمثل {\displaystyle \Omega } فضاء العينة (مجموعة الأحداث الابتدائية) فيما تمثل {\displaystyle \Sigma } جبر الأحداث الابتدائية على أن تمثل {\displaystyle P} قياس الاحتمال.

## مثال

من الأمثلة الشائعة التي توصف مفهوم الفضاء الاحتمالي عجلة الحظ. فكما يظهر في الصورة المجاورة. فإن فضاء العينة لهذه التجربة هو الأحداث 1 و 2 و 3 أي أن
{\displaystyle \Omega =(1,2,3)}
ومجموعة الأحداث التي ندرس ظهورها هي:
{\displaystyle \Sigma ={[\Phi ,(1),(1,2,3),(1,2),(1,3),(2,3),(2),(3)]}}
وتعبر قيم P عن احتمالية ظهور كل حدث من مجموعة الأحداث المدروسة.